# Château du Fâ
Le  château du Fâ est situé au nord de la ville de Pons en Charente-Maritime.

## Historique
Le château du Fâ est un ancien logis noble appartenant à la famille d'Asnières, branche cadette de la puissante famille des sires de Pons. Il fut en grande partie démantelé par le marquis de la Châtaigneraie en 1829 pour remettre le logis à la mode du jour et enlever les fenêtres et frontons dégradés.

## La chapelle, ultime vestige du château, classée monument historique
Il ne reste rien du château, hormis son oratoire, désormais inclus dans un immeuble moderne, et dénommé chapelle Sainte-Marie-du-Fâ. Bien que remaniée à de multiples occasions, elle conserve une colonne centrale dotée d'un chapiteau historié reprenant des scènes de l'Ancien Testament (le sacrifice d'Abraham notamment) et une partie de ses voûtes à croisées d'ogives quadripartites. 
L'ensemble, qui remonte en grande partie au XVe siècle, est inscrit à l'inventaire supplémentaire des monuments historiques depuis le 22 août 1949.